# نیک بری
نیک بری (انگلیسی: Nick Berry؛ زادهٔ ۱۶ آوریل ۱۹۶۳) یک هنرپیشه اهل انگلستان است.